# Seven Turns
《Seven Turns》는 1990년 7월 3일에 발매된 미국의 서던 록 밴드 올맨 브라더스 밴드의 아홉 번째 스튜디오 음반이다. 1981년 《Brothers of the Road》 이후 그들의 첫 번째 스튜디오 음반은 좋은 평가를 받았고 53위로 정점을 찍었다. 히트 싱글은 〈Good Clean Fun〉 (메인스트림 록 트랙 1위), 〈Seven Turns〉 (12위), 그리고 〈It Ain't Over Yet〉 (26위)이었다.
올맨 브라더스 밴드는 1982년에 두 번째로 해체했고, 1989년에 다시 재결합했다. 《Seven Turns》는 재구성된 밴드에 의해 녹음된 첫 번째 음반으로, 그렉 올맨 (키보드), 디키 베츠 (기타), 워런 헤인즈 (기타), 앨런 우디 (베이스), 조니 닐 (키보드), 자이 조하니 조한슨 (드럼), 그리고 버치 트럭스 (드럼)으로 구성되었다.
인스트루멘탈 트랙 〈True Gravity〉는 1991년 제33회 그래미 어워드에서 그래미 어워드 최우수 록 인스트루멘탈 퍼포먼스 부문 후보에 올랐지만 본 브라더스의 〈D/FW〉에 패했다.

## 평가
| 전문가 평가                       | 전문가 평가 |
| 평가 점수                         | 평가 점수   |
| 출처                              | 점수        |
| --------------------------------- | ----------- |
| AllMusic                          | [ 1 ]       |
| The Encyclopedia of Popular Music | [ 2 ]       |
| Entertainment Weekly              | B+          |
| Rolling Stone                     | [ 4 ]       |

올뮤직에서 브루스 에더는 "올맨 브라더스 밴드의 복귀 음반과 《Idlewild South》 이후 최고의 블루스 기반 나들이로 많은 명성을 회복했습니다. 톰 다우드가 세션을 운영하고 그룹이 원하는 음악을 자유롭게 만들 수 있게 되면서 그들은 대부분 디키 베츠(새로운 키보디스트 조니 닐과 리드 기타리스트 워런 헤인즈)의 곡으로 구성된 대담하고 록 하드한 음반을 제작했습니다. 이 음반은 거의 모든 사람이 승자가 되었습니다."라고 말했다.

## 곡 목록
| #  | 제목                    | 작사·작곡                     | 재생 시간 |
| -- | ----------------------- | ----------------------------- | --------- |
| 1. | 〈Good Clean Fun〉      | 그렉 올맨, 디키 베츠, 조니 닐 | 5:09      |
| 2. | 〈Let Me Ride〉         | 베츠                          | 4:36      |
| 3. | 〈Low Down Dirty Mean〉 | 베츠, 닐                      | 5:30      |
| 4. | 〈Shine It On〉         | 베츠, 워런 헤인즈             | 4:51      |
| 5. | 〈Loaded Dice〉         | 베츠, 헤인즈                  | 3:29      |
| 6. | 〈Seven Turns〉         | 베츠                          | 5:05      |
| 7. | 〈Gambler's Roll〉      | 헤인즈, 닐                    | 6:44      |
| 8. | 〈True Gravity〉        | 베츠, 헤인즈                  | 7:58      |
| 9. | 〈It Ain't Over Yet〉   | 더그 크레이더, 닐             | 4:54      |